# 서울숭인초등학교
서울숭인초등학교(서울崇仁初等學校)는 대한민국 서울특별시 성북구 하월곡동에 있는 공립 초등학교이다.

## 학교 연혁
- 1937년 4월 1일 숭인공립보통학교로 개교(설립인가 3월 21일)
- 1938년 4월 1일 숭인공립심상소학교로 개칭
- 1941년 4월 1일 숭인공립국민학교로 개칭
- 1949년 8월 14일 서울특별시로 편입
- 1949년 11월 1일 장위국민학교, 우이국민학교 분리
- 1965년 5월 25일 교가 및 교표 제정
- 1967년 11월 25일 화계국민학교 분리
- 1976년 4월 5일 교목(은행나무) 교화(백목련) 제정
- 1983년 9월 30일 숭곡국민학교로 600명 분리
- 1985년 2월 11일 미아국민학교로 167명 분리
- 2002년 9월 1일 개운초등학교로 200명 분리
- 2009년 3월 1일 교사 신축 이전(성북구 오패산로 16길 37)
- 2013년 9월 1일 제24대 이용호 교장 부임
- 2014년 2월 14일 제73회 졸업식(총 40,633명 졸업)
- 2014년 3월 1일 47학급(특수2학급 포함)편성 (남709, 여675, 계1,384명)
- 2017년 2월 16일 제76회 졸업식(총 41,032명 졸업)
- 2017년 3월 1일 제25대 박순민 교장 부임
- 2017년 3월 1일 50학급(특수2학급 포함)편성 (남705, 여742, 계1,447명)

## 참고 자료
- 서울숭인초등학교 - 한국교육학술정보원 학교알리미